# Кайгородов, Нестор Никифорович
Нестор Никифорович Кайгородов (1840—1916) — генерал-лейтенант русской императорской армии

## Биография
Родился 14 (26) ноября 1840 года в семье преподавателя Полоцкого кадетского корпуса Никифора Ивановича Кайгородова.
Учился в Полоцком и Константиновском (1856—1858) кадетских корпусах. В 1865 году по первому разряду окончил Михайловскую артиллерийскую академию. В 1870-х годах в течение двух с половиной лет изучал за границей постановку дела порохового производства. В 1871 году был произведён в штабс-капитаны, с 1875 года — капитан гвардии, с 30 августа 1878 года — полковник. 
В 1870—1876 годах преподавал пороходелие в пиротехнической артиллерийской школе и 30 июня 1875 года был назначен совещательным членом артиллерийского комитета Главного артиллерийского управления; в течение года (01.09.1882—05.11.1883) был помощником начальника Охтенского порохового завода, который по его проекту был перестроен для производства нового ружейного пороха. 
С 5 февраля 1884 года был назначен командовать 4-й морской батареей в Кронштадте, затем командиром самого крупного кронштадтского форта — батареи «Константин»; с 1 мая 1886 года — командир Севастопольской, а с 19 сентября 1891 года — командир Свеаборгской крепостной артиллерии.
Был комендантом Выборгской (02.02.1900—03.04.1903) и Свеаборгской (03.04.1903—07.11.1905) крепостей; 6 декабря 1900 года был произведён в генерал-лейтенанты. После состоявшегося в Свеаборгской крепости солдатского митинга на место Кайгородова временно был назначен генерал Курганович; была прислана следственная комиссия, однако дело ограничилось назначением нового коменданта крепости генерала Лайминга. Кайгородов же поступил в распоряжение Главного артиллерийского управления.
В 1901 году он выдвинул идею постройки к 200-летию юбилею взятия русскими войсками Выборга, который предстояло отметить в 1910 году, храма напротив крепости — на легендарном месте ставки Петра I, где сохранялась буква «П» с крестом, высеченная, по преданию, в скале самим царем. Заложили фундамент, но храм так и не построили. Сначала осуществлению планов помешала начавшаяся Русско-японская война; только в день празднования юбилея взятия Выборга, 14 июня 1910 года был заложен фундамент. Но возведение собора по проекту архитектора Василия Антоновича Косякова началось только весной 1914 года. К началу Первой мировой войны были выполнен мощный гранитный фундамент и возведены стены. Впоследствии стены были разобраны, а на фундаменте в 1934 году было построено здание губернского архива по проекту финского архитектора Уно Вернера Ульберга.
Многие из его статей в «Артиллерийском журнале» были переведены на иностранные языки.
Выйдя в отставку 7 ноября 1905 года, Н. Н. Кайгородов стал председателем «Общества пособления ученикам Лесновских женских гимназий принца Ольденбургского». Более 25 лет он состоял деятельным членом Русского технического общества, делая доклады по своей специализации.
Умер 25 октября (7 ноября) 1916 года; 27 октября был погребён на Большеохтинском кладбище.

## Награды
российские
- орден Св. Станислава 3-й степени (1871)
- орден Св. Станислава 2-й степени (1881)
- орден Св. Анны 2-й степени (1885)
- орден Св. Владимира 4-й степени (1891)
- орден Св. Владимира 3-й степени (1894)
- орден Св. Станислава 1-й степени (1897)
- орден Св. Анны 1-й степени (1904)

иностранный
- шведский орден Вазы, кавалерский крест (1876)

## Семья
Первая жена умерла рано, оставив двух детей: сына Аркадия (1876—1959) и дочь Парасковью (1882—1896). Гувернанткой детей была Вера Ивановна Бадибелова (1865—1941), от которой у Н. Н. Кайгородова в 1889 году родилась дочь Мария. Второй женой Кайгородова стала дочь швейцарского часовщика, француженка Эрмина Августовна (1867—1952), которая родила в 1895 году ещё одну дочь, Александру.